# Rio Little Manatee

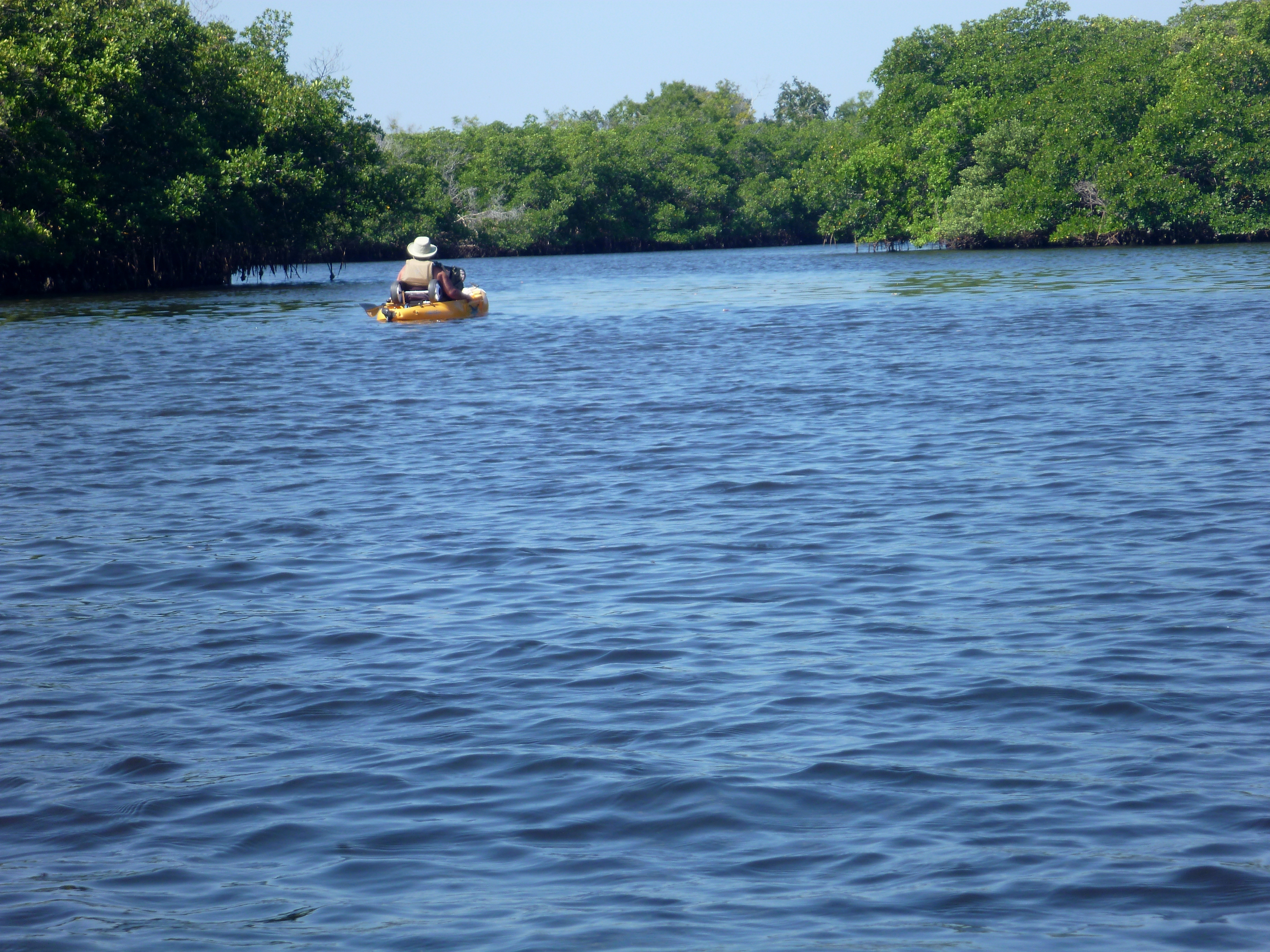
Kayakista en el río Little Manatee

El río Manatee es un corto río costero río del centro-oeste de la península de Florida que fluye durante 64 km en dirección este desde Fort Lonesome, Florida hasta la bahía de Tampa, en el golfo de México. En parte de su curso pasa por el parque estatal del río Little Manatee.

Cerca de la desembocadura de este río se encontraba la ciudad-capital de la tribu indígena amerindia de los Uzita

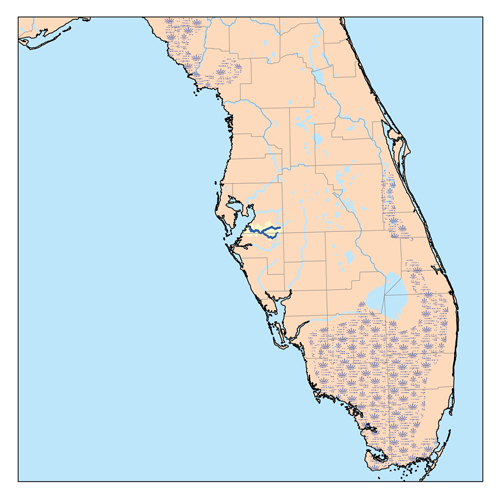
Mapa del río (resaltado en azul oscuro en el centro)